# Das Wiener Kind
Das Wiener Kind ist ein dänisches Stummfilmmelodram aus dem Jahre 1924 von A. W. Sandberg mit Gunnar Tolnæs, Karina Bell und Nils Asther in den Hauptrollen. Der Geschichte liegt das Schauspiel Wienerbarnet von Svend Rindom zugrunde.

## Handlung
Die kleine Wienerin Leni Rosner wird im letzten Kriegsjahr 1918, als in Mitteleuropa überall Hunger herrscht, mit einem Kinderzug von der österreichischen Hauptstadt zur Erholung nach Dänemark geschickt. Am Bahnhof verpasst sie die Weiterfahrt, weil sie dort gerade mit dem Schreiben einer Grußkarte an ihre Eltern beschäftigt ist. Als der freundliche Jörgen Wedel, ein Mann „in den besten Jahren“, sie dort mutterseelenallein entdeckt, nimmt er sich der Kleinen an und bringt sie zu der Familie des mit ihm befreundeten Großkaufmann Lassen, der einen Sohn namens Hugo hat. Der ist in etwa gleichaltrig mit Leni und der perfekte Spielkamerad für das Wiener Mädel. Der alte Lassen hätte Jörgen gern als seinen Schwiegersohn für seine Tochter Editha, die Jörgen seit ihrer Kindheit kennt, ihn aber lediglich als guten Freund des Hauses schätzt. Editha will nichts von einer etwaigen Verheiratung mit dem deutlich älteren Wedel wissen, obwohl Jörgen die junge Frau aufrichtig liebt. Denn sie hat derzeit nur Augen für den eleganten, aber aalglatten Charles Dulac, einen verheirateten Tanzmusikkomponisten. Wenig ehrenhaft, plant der umtriebige Musikus trotz seines Eherings mit Editha nach Paris durchzubrennen.
Als das Wiener Kind Leni davon erfährt, vertraut sie sich ihrem „Bahnhofsretter“ Jörgen an, der sich sofort vornimmt, Editha, notfalls auch gegen ihren Willen, vor dem ehrlosen Schuft und Ehebrecher Dulac zu retten. Jörgen setzt Leni als Kurier in Marsch, angeblich mit einer Botschaft von Editha im Gepäck. Die Kleine überbringt Dulac eine Nachricht, der zufolge sich Editha angeblich noch vor der Abreise mit Dulac in einem Hotel treffen will. Zur selben Zeit erwartet Jörgen Editha an demjenigen Treffpunkt, den sie und Dulac zuvor ausgemacht hatten. Mit sanfter Gewalt schleppt Jörgen seine große Liebe zum Gasthof, um sie mit Dulac und der ebenfalls hierher gelotsten Ehefrau des treulosen Musikers zu konfrontieren. Die wütende Gattin hat ihre beiden Kinder im Schlepptau. Editha erkennt jetzt endlich, was für ein verlogener, ehebrecherischer Schuft ihr Angebeteter ist. Mithilfe des Wiener Kindes Leni können Jörgen und Editha schließlich doch noch ein Paar werden.

## Produktionsnotizen
Das Wiener Kind wurde am 15. September 1924 uraufgeführt. Der Sechsakter besaß eine Länge von 2426 Meter. Die österreichische Premiere erfolgte im Jahr darauf, dort lief der Streifen unter dem Titel Das Mädel aus Wien an.
Die Filmbauten entwarf Carlo Jacobsen.

## Kritiken
Das Tagblatt befand: „Der Film ist wie eine heitere Erzählung, bunt und abwechslungsreich, trotz der schlichten Handlung. Allerdings hat diese durch die wunderbare dänische Landschaft außerordentliche Mittel der Wirksamkeit erhalten. Das Filmwerk ist so richtig für die Frauen gemacht und wird darum seine zahlreichen Bewunderinnen finden.“
In Die Stunde heißt es: „Ein armes Wiener Mädel, in das Haus des Großkaufmannes hineingeschneit, huscht wie ein warmer Sonnenstrahl durch das von verstimmten Menschen bewohnte Haus, verbreitet überall Wärme, Freude und bringt schließlich die zwei Leute zusammen, die schon ihr Lebensglück verloren sehen.“
Das zumeist recht kritische Blatt Die Unzufriedene meinte, der Film sei „bis auf den sentimentalen Schluß, nicht so übel und wird sehr gut gespielt“.